# The Legend of Rockabye Point
The Legend of Rockabye Point ist ein US-amerikanischer animierter Kurzfilm von Tex Avery aus dem Jahr 1955.

## Handlung
Ein alter Schiffskapitän erzählt die Geschichte um den Rockabye Point, die sich vor 20 Jahren zugetragen hat. Zu dieser Zeit hatte er selbst in der Nähe des Felsens geankert und eine große Ladung Fangfisch an Bord gebracht. Ein Eisbär und ein Pinguin wollten sie stehlen, doch wurde der kleine Pinguin vom Bären mehrfach abgefangen und vom Schiff entfernt. Der Eisbär wiederum musste sich an der Kühlkammer einem aggressiven Wachhund stellen, der ihn biss, sobald er in die Nähe kam. Zu besänftigen war die Dogge nur, wenn man ihr Rock-A-Bye Baby vorsang, was der Bär ein ums andere Mal tat. Der Pinguin wiederum suchte nun nach verschiedenen Wegen, den eingeschlafenen Hund zu wecken, was zu mehreren schmerzhaften Begegnungen zwischen Bär und Hund führte. Am Ende wähnte sich der Eisbär mit einem Sack voller Fische auf der erfolgreichen Flucht und stieg einen hohen Felsen empor, um seinen Fang dort zu begutachten. Im Sack, den der Pinguin gepackt hatte, befand sich jedoch der Wachhund.
Der Schiffskapitän schließt seine Erzählung mit dem Hinweis, dass man noch heute den Rock-A-Bye-Baby-Gesang hören könne. Tatsächlich befindet sich der inzwischen ergraute Bär mit dem alten Wachhund immer noch auf dem Felsen und singt ihm das Lied vor.

## Produktion
The Legend of Rockabye Point kam am 11. April 1955 als Teil der Lantz-Trickfilmreihe Chilly Willy in die US-amerikanischen Kinos. Im Gegensatz zu späteren Trickfilmen mit dem Pinguin Chilly Willy nimmt dieser in The Legend of Rockabye Point nur eine Nebenrolle ein.

## Synchronisation
| Rolle          | Originalsprecher |
| -------------- | ---------------- |
| Eisbär, Dogge  | Daws Butler      |
| Schiffskapitän | Dal McKennon     |

## Auszeichnungen
The Legend of Rockabye Point wurde 1956 für einen Oscar in der Kategorie „Bester animierter Kurzfilm“ nominiert, konnte sich jedoch nicht gegen Speedy Gonzales durchsetzen.